# إيرنيستو أليمان
إيرنيستو أليمان (بالإسبانية: Ernesto Alemann)‏ هو صحفي أرجنتيني، ولد في 1893 في بوينس آيرس في الأرجنتين، وتوفي في 1982.

## روابط خارجية
- إيرنيستو أليمان على موقع مونزينجر (الألمانية)